# 曼努埃尔·斯科尔扎
曼努埃尔·斯科尔扎（Manuel Scorza，1928年9月9日—1983年11月27日）是秘鲁本土主义或新本土主义一代的秘鲁小说家和诗人。 他是曼努埃尔·奥德里亚政权下的流亡者。